# Processus d'élaboration d'une loi
Un processus d'élaboration d'une loi est généralement un projet gouvernemental visant à légiférer un texte.

## Europe

### Espagne
La Constitution espagnole de 1978 réglemente le processus d'élaboration des lois de l'État espagnol (articles 81-92) et, en particulier, les différentes formes d'initiatives législatives prévues aux articles 86-88 de la présente constitution.

### Suisse
En Suisse, il est nécessaire de distinguer au moins deux types de lois : les lois constitutionnelles ainsi que les lois fédérales. Pour ces premières, n'importe quel citoyen suisse de 18 ans peut faire une initiative et proposer son texte. Il faut donc observer les exigences requise pour lancer une initiative - voir droit d'initiative en Suisse- . Si cette initiative aboutit, le texte, en principe, entre en vigueur le jour de la votation. La constitution suisse est donc modifiée, et cela a des répercussions sur le droit fédéral.
Quant aux loi fédérales (celle qu'on rencontre dans le code civil, des obligations, pénales, ...) il est de la compétence des parlementaires de les élaborer. Ces lois sont soumises au référendum  facultatif, c'est-à-dire, on observe un délai de 100 jours entre l'adoption d'une loi. Si aucun référendum n'est demandé par le peuple, la loi, sauf exception, entre en vigueur.

## Amérique

### Canada
Le processus législatif canadien à la Chambre des communes du Canada comporte trois options possibles : (1) le processus traditionnel, (2) l'élaboration et dépôt par un comité et (3) le renvoi à un comité avant la deuxième lecture. Peu importe l'option choisie, il y a au total trois lectures du projet de loi. Une fois que le projet de loi est adopté à la Chambre des communes, le projet de loi doit passer par un processus législatif très similaire au Sénat du Canada qui nécessite des lectures supplémentaires à la Chambre haute.